# Karl Lärka
Karl Lärka, né sur l’île de Sollerön, Dalécarlie, le 24 juillet 1892 et mort à Mora, Dalécarlie, le 2 juin 1981, est un des photojournalistes suédois les plus importants du XXe siècle.

## Biographie

### Enfance et adolescence
Karl Lärka est né en 1892 à Gruddbo, sur l’île de Sollerön, situé dans le lac Siljan en Dalécarlie. À treize ans, il eut comme professeur Uno Stadius qui possédait une folkhögskola (Université populaire) à Sollerön. Ce dernier imprégna en Karl l’importance de documenter ce qu’il pouvait observer dans la culture et l’histoire. Dans le même temps, la famille de Karl connut de graves problèmes économiques, ce qui conduisit son père, Jöns Lärka, à se suicider en 1906. Cet événement impacta évidemment la vie de Karl puisqu’il dû dès lors travailler pour contribuer aux revenus de la famille, notamment dans l'industrie du bois, ou encore en travaillant dans les champs. Peu après son service militaire, Lärka eu enfin l’occasion de penser à son avenir. Il rêvait de devenir entrepreneur et était bon dessinateur. Toutefois, il n’avait pas l’argent nécessaire pour se payer ce type d’études. En 1915, il commença alors à la place une formation à l'école artisanale Bachman de Hedemora. Là bas, Karl rencontra le juge Lars Trotzig, qui comprit son talent et essaya de lui obtenir une place de boursier pour le cursus de technicien en bâtiment l'Institut royal de technologie de Stockholm.
Grâce à ses contacts avec Trotzig et plus tard, avec le peintre Anders Zorn, Lärka parvint à travailler sur quelques travaux de restaurations de bâtiments. Il documenta d’ailleurs beaucoup de ces travaux, parmi lesquels la restauration du Gammelgård de Zorn, la vieille ferme du peintre. La tentative de Lärka de se former seul au métier d'entrepreneur fut un échec et Trotzig ne parvint pas à lui obtenir la moindre bourse. Karl Lärka suivi alors des cours à l'Université populaire de Brunnsvik entre 1915 et 1917 et devint très proche de son camarade de classe Dan Andersson (en).
Inspiré par un autre camarade de classe, Johan Öhman, Karl Lärka commença avec ce dernier et en se partageant son appareil photo, à photographier la culture paysanne de Sollerön. En se faisant payer pour les portraits qu’il réalisait, il put bientôt s’acheter son propre appareil, un modèle simple de chez Agfa.

### Commandes et conférences
Après les cours à Brunnsvik, Lärka est embauché comme photographe pour différents documentaires. En 1919, il est engagé par l'association pour l'habitat de Dalécarlie pour faire des recherches sur les habitants du village de Finngruvan à Venjan. Le projet en lui-même participait d'une recherche de racisme biologique. Peu de choses ont été écrites sur le point de vue de Lärka concernant le racisme biologique. Ce que l'on sait, c'est qu'il n'était pas tellement intéressé par la catégorisation du « peuple dalécarlien », mais bien plus par les récits des vieillards. Il était aussi singulièrement irrespectueux devant les représentants de l'autorité et pris une photo très connue de son ami Dan Andersson où ce dernier se moque des ethnologues stockholmois dans le projet.

## Reconnaissance
La reconnaissance de Karl Lärka en tant que photographe documentaire et narrateur de la vie populaire eut lieu à l'occasion d'une exposition  au Musée Zorn (en) en 1964. Suivit ensuite une exposition de ses œuvres à Stockholm en 1968 ainsi que plusieurs autres dans les années 1970, à Oslo entre autres. En 1974 parut le livre Karl Lärkas Dalarna (La Dalécarlie de Karl Lärka) regroupant une partie de ses photographies. Lärka fut toutefois déçu de la qualité des images du livre.
Karl Lärka est décédé en 1981, à l'âge de 89 ans.
Ces dernières années, d'autres livres sur son héritage et sa personne ont été édités, Karl Lärka berättar (Karl Lärka raconte) et Karl Lärka – Odalman, fotograf, hembygdsvårdare. Le magazine suédois Tidningen Foto a nommé en 2000 Karl Lärka parmi les photographes les plus importants du XXe siècle. En 2004 eut lieu à Stockholm une exposition regroupant plusieurs portraits inédits datant des années les plus productives de Karl. En parallèle à cette exposition, un livre Kråk Ulof i Bäck å ana rikti fok. Fotografier av Karl Lärka 1916–1934 a été édité.

## Récompenses
- 1926 – Médaille de bronze « Artur Hazelius ».
- 1956 – Médaille du Mérite de la Société historique et des antiquités de Dalécarlie.
- 1966 – Insigne du Mérite de la Société patriotique.
- 1972 – Médaille d'argent de l'Académie des Lettres.
- 2000 – Nommé par le journal Foto comme l'un des meilleurs photographes du siècle dernier.

## Collections, expositions
- 1964 – Musée Zorn, Mora
- 1968 – Exposition à Rättvik (hiver 68)
- 1975 – Exposition à Oslo
- 1980 – Caisse d'épargne régionale, Ludvika.
- 1981 – Exposition posthume à Paris.
- 1992 – Maison de la Culture, Mora (100e anniversaire).
- 2001–2002 – Musée Zorn, Mora (en lien avec cette exposition est paru le livre Karl Lärka - yeoman, photographe, soignant à domicile).
- 2002 – Maison de la Culture, Mora (110e anniversaire).
- 2004 – Maison de la Culture, Stockholm (en lien avec cette exposition est paru le livre Kråk Ulof i Bäck å ana rikti fok. Photographies de Karl Lärka (1916–1934).).